# David McWilliams
David McWilliams (* 4. Juli 1945 in Belfast; † 8. Januar 2002 in Ballycastle) war ein nordirischer Sänger, Songwriter und Gitarrist.

## Leben und Wirken
McWilliams wurde in der nordirischen Hauptstadt Belfast geboren. 1948 zogen die Eltern Sam und Molly mit ihm nach Ballymena, wo er seine Kindheit verbrachte und eine Ausbildung als Ingenieur in einer Torpedofabrik machte. Nachdem David ein Demoband aufgenommen hatte, wurde er von Mervyn Solomon als Talent gesichtet und an seinen Bruder Philip, Inhaber sowohl des Labels Major Minor Records als auch des Piratensenders Radio Caroline, vermittelt. Seine Debütsingle God and My Country wurde 1966 veröffentlicht.
Sein größter Hit, Days of Pearly Spencer, der von seinem zweiten Album aus dem Jahre 1967 stammt, erreichte in der Originalfassung nicht die britischen Top 10; dies gelang erst 1992 Marc Almond mit seiner Coverversion. Allerdings blieben die Tantiemen dafür aus, da McWilliams durch Managementfehler die Lizenzrechte an seiner Musik inzwischen verloren hatte. In Deutschland erhielt der Song erst 1976 dank einer erneuten Veröffentlichung Einzug in die Charts.
Als ruhiger und bescheidener Künstler stand David McWilliams nicht gerne auf der Bühne und im Rampenlicht, ging jedoch in den 1960er Jahren mit den Dubliners auf Tour und trat in den 1980er Jahren bisweilen auf Folkfestivals auf.
Nach mehreren weiteren kleineren Erfolgen wie Three O’Clock Flamingo Street, Can I Get There by Candlelight, Hiroshima oder Letter to My Love wurde es immer stiller um David McWilliams. Er nahm mehr als zehn Alben auf, drei davon bis Ende 1967.
David McWilliams starb am 8. Januar 2002 im Alter von 56 Jahren an einem Herzinfarkt. Er war zweimal verheiratet und hatte acht Kinder.